# Борго Вја Нуова (Л'Аквила)
Борго Вја Нуова (итал. Borgo Via Nuova) је насеље у Италији у округу Л'Аквила, региону Абруцо.
Према процени из 2011. у насељу је живело 358 становника. Насеље се налази на надморској висини од 664 м.